# Salvaleón (kommunhuvudort)
Salvaleón är en kommunhuvudort i Spanien.   Den ligger i provinsen Provincia de Badajoz och regionen Extremadura, i den sydvästra delen av landet, 300 km sydväst om huvudstaden Madrid. Salvaleón ligger 531 meter över havet och antalet invånare är 2 172.
Terrängen runt Salvaleón är lite kuperad. Runt Salvaleón är det glesbefolkat, med 13 invånare per kvadratkilometer. Närmaste större samhälle är Santa Marta, 18,0 km nordost om Salvaleón. 